# Darreh Vazam
Darreh Vazam (persiska: درّه وزم) är en ort i Iran.   Den ligger i provinsen Kermanshah, i den nordvästra delen av landet, 300 km väster om huvudstaden Teheran. Darreh Vazam ligger 2 110 meter över havet och antalet invånare är 112.
Terrängen runt Darreh Vazam är kuperad.Runt Darreh Vazam är det ganska tätbefolkat, med 72 invånare per kvadratkilometer. Närmaste större samhälle är Qorveh, 17,9 km nordost om Darreh Vazam. Trakten runt Darreh Vazam består i huvudsak av gräsmarker.